# Le Fou et l'Assassin
Le Fou et l'Assassin est un roman de fantasy écrit par Robin Hobb. Traduction française de la première moitié du livre original Fool’s Assassin publié en 2014, il a été publié en français le 29 octobre 2014 aux éditions Pygmalion et constitue le premier tome du troisième cycle de L'Assassin royal. Le récit commence dix ans après Adieux et Retrouvailles.
Alors que tous les autres romans des deux premiers cycles de L'Assassin royal ont pour unique narrateur FitzChevalerie, ici Abeille, sa fille qui a neuf ans à la fin de ce tome, même si elle n'en paraît que six, participe à la narration.

## Résumé
FitzChevalerie, âgé d'environ quarante-neuf ans et connu sous le nom de Tom Blaireau, est marié avec Molly depuis huit ans ; ils vivent tranquillement à Flétribois avec dame Patience. Lors d'une fête de l'hiver, se présentent trois inconnus se disant ménestrels, qui disparaissent dans une tempête de neige, probables assassins d'une mystérieuse messagère aux bottes jaunes et au teint pâle qui attendait Fitz dans son bureau pour lui remettre un message. Le même soir, Molly a un malaise inexplicable.
L'été suivant, Fitz est appelé en urgence à Castelcerf pour soigner Umbre qui a perdu connaissance à la suite d'une chute, alors qu'il s'est fermé à l'Art. Fitz et le roi Devoir parviennent à trouver le moyen pour briser ce blocage : prononcer le nom de la déesse Eda. Une fois Umbre accessible de nouveau à l'Art, Fitz, le roi Devoir et son clan d'Art peuvent entreprendre de le guérir. Malgré d'amicales pressions, Fitz refuse de revenir vivre à Castelcerf, mais accepte de traduire de vieux manuscrits pour Umbre. De retour à Flétribois, Fitz s'inquiète pour Molly. Elle vieillit inexorablement alors que l'Art lui conserve l'aspect d'un homme dans la force de l'âge. Et voilà qu'à cinquante ans passés, elle se dit sûre d'être enceinte. Tout le monde la croit folle car son obsession va durer deux ans.
Dans un de leurs contacts d'Art, Umbre demande à Fitz s'il a des nouvelles du Fou. Il lui apprend par ailleurs avoir été informé que trois semaines plus tôt, des individus cherchaient des voyageurs au teint anormalement clair et que quatre ans auparavant, une autre messagère aux bottes jaunes avait été retrouvée morte. Et l'été où Fitz accompagne la famille royale à Jhaampe pour les funérailles du roi Eyod, il apprend que Jofron a reçu régulièrement des nouvelles du Fou, mais les dernières, un simple avertissement, ont au moins trois ans.
L'hiver suivant, Molly donne naissance à une étrange et minuscule petite fille blonde aux yeux bleus qu'elle prénomme Abeille. Comme Kettricken, venue la voir, pense qu'elle ne vivra pas, on ne l'inscrit pas dans les archives comme enfant légitime de FitzChevalerie Loinvoyant.
Abeille grandit extrêmement lentement. On la pense simple d'esprit, car elle ne parle pas. Elle a une relation fusionnelle avec sa mère, qui lui apprend à s'occuper des ruches, à broder, à écrire, mais elle refuse le contact avec son père. Lorsqu'elle a sept ans, Fitz découvre qu'elle sait merveilleusement dessiner ; quand elle en a huit, qu'elle a une mémoire extraordinaire.
Lorsque Molly meurt, Ortie veut l'emmener à Castelcerf, mais Fitz s'y oppose et Abeille refuse également, en parlant distinctement. C'est à cette époque que Fitz découvre qu'elle est sensible à l'Art. Un jour, il lui dévoile l'existence des passages secrets de Flétribois. Elle rêve d'installer son domaine dans un petit espace à sa taille qui donne sur le bureau de son père. Le soir même, alors qu'il a dû s'absenter, elle décide de les explorer, s'égare et, sa bougie consumée, se retrouve piégée dans le noir. Pendant ce temps, Fitz est allé au village voisin rencontrer Umbre qui a un service à lui demander : prendre en charge et protéger une jeune fille nommée Évite qui est manifestement une Loinvoyant.